# Grand Prix automobile de Bahreïn 2024
GP précédent GP suivant
Le Grand Prix automobile de Bahreïn 2024 (Formula 1 Gulf Air Bahrain Grand Prix 2024), disputé le 2 mars 2024, sur le circuit international de Sakhir à Sakhir est la 1102e épreuve du championnat du monde de Formule 1 courue depuis 1950. Il s'agit de la 21e édition du Grand Prix de Bahreïn comptant pour le championnat du monde et de la première manche du championnat 2024. Depuis 2021, l'épreuve est la manche d'ouverture de la saison. Cette année, la course se déroule le samedi.
L'ambiance pesante dans le stand Red Bull n'affecte pas Max Verstappen, qui commence la saison comme il a achevé la précédente, en pole position, sa trente-troisième, rejoignant ainsi Alain Prost et Jim Clark. Au volant de son étonnante RB20, lors de sa seconde tentative en Q3, il devance de deux dixièmes de seconde Charles Leclerc, qui ne réédite pas sa performance de la Q2 où il a réalisé le meilleur temps absolu. George Russell, au volant de sa Mercedes W15, est troisième, devançant d'un souffle Carlos Sainz Jr. sur la deuxième ligne. À 358 millièmes de seconde de son coéquipier, Sergio Pérez part cinquième devant l'Aston Martin AMR24 de Fernando Alonso. Les McLaren MCL38 de Lando Norris et Oscar Piastri occupent la quatrième ligne. Lewis Hamilton ne peut faire mieux que neuvième et est accompagné, sur la cinquième ligne, par la Haas VF-24 de Nico Hülkenberg. Les neuf premiers se tiennent en cinq dixièmes de seconde.
La Red Bull RB20 conçue par l'équipe de Pierre Waché permet à Max Verstappen de réaliser un grand chelem dès la première manche de l'exercice 2024 avec plus de vingt-deux secondes d'avance sur le second, son coéquipier Sergio Pérez pour un 29e doublé de Red Bull Racing. Verstappen remporte sa cinquante-cinquième victoire, la huitième consécutive à cheval sur deux saisons. Au départ, le triple champion du monde plonge à l'intérieur du premier virage pour écarter Charles Leclerc puis s'échappe à raison d'une seconde au tour sur le reste du plateau, sans perdre les commandes de la course lors de ses deux arrêts puisqu'il il y procède après tout le monde en gérant ses pneus comme il l'entend. Dans sa trente-neuvième boucle, il s'adjuge le meilleur tour en pneus tendres ; ce temps est d'une seconde et demie plus rapide que le suivant, réalisé par Charles Leclerc après trente-six tours. Le pilote Ferrari doit composer avec un dysfonctionnement de son système de freinage, une répartition erratique, qui le voit bloquer systématiquement ses roues au virage en épingle no 10 dans la première partie de sa course. Il est dépassé par Russell puis par Pérez qui s'installe définitivement en deuxième position dès le seizième tour.
En verve au volant de sa Ferrari SF-24 et élu « pilote du jour », Carlos Sainz dépasse deux fois son coéquipier, prend aussi le meilleur sur Russell, et termine sur le podium, en se rapprochant à trois secondes de la Red Bull du Mexicain. Moins handicapé qu'en début de course, Leclerc se classe quatrième devant Russell, victime d'une surchauffe, qu'il dépasse au quarante-sixième tour. Son coéquipier Hamilton achève la course au septième rang, entre les McLaren de Norris, sixième, et de Piastri. Alonso finit neuvième devant Lance Stroll, son coéquipier chez Aston Martin. Pour la première fois dans une manche d'ouverture, aucun abandon n'est enregistré.
Au championnat du monde des constructeurs, Red Bull Racing prend la tête avec le maximum de points possibles (44). Ferrari (27 points) devance Mercedes (16 points), McLaren (12 points) et Aston Martin (3 points). Les autres équipes, Kick Sauber, Haas, Racing Bulls, Williams et Alpine n'ont pas marqué.

## Contexte avant et après la course

### Horner Gate
Le 5 février, le quotidien néerlandais De Telegraaf révèle qu'une enquête interne est en cours chez Red Bull Racing pour des allégations de « comportement sexuel transgressif » de Christian Horner envers une employée de l'écurie,. Ces révélations émeuvent le microcosme de la Formule 1 et placent Horner en situation délicate. Finalement, le cabinet d'avocats indépendants mandaté pour procéder à l'enquête rejette les accusations portées contre le patron britannique qui dirige l'écurie depuis son entrée en Formule 1 en 2005. Il déclare : « Je suis juste heureux que le processus soit terminé. Je ne peux évidemment pas faire de commentaire au sujet de l'enquête. Ici, nous nous concentrons beaucoup sur le Grand Prix, la saison à venir et essayons de défendre nos deux titres. Je ne peux pas vous faire d’autres commentaires. Le processus a été mené et conclu. »
Toto Wolff, lors de la conférence de presse de la FIA, dénonce toutefois un manque de transparence. Selon lui, la déclaration de Red Bull concernant Christian Horner ne suffit pas : « J'ai lu la déclaration qui était basique, et mon opinion personnelle est que nous ne pouvons pas vraiment regarder derrière le rideau. En fin de compte, il y a une femme dans une organisation qui a parlé aux ressources humaines et dit qu'il y avait un problème et qu'il avait fait l'objet d'une enquête et hier, le sport a reçu un message en réponse du type "tout va bien, nous l’avons examiné". Je crois qu'avec un sport mondial, sur des sujets aussi critiques, il y a besoin de plus de transparence et je me demande quelle est la position de la Formule 1. Nous sommes des concurrents, nous sommes une équipe et nous pouvons avoir ou non nos propres opinions personnelles. Mais il s'agit plutôt d'une réaction ou d'une action générale dont nous avons besoin en tant que sport. Nous devons évaluer ce qui est bien et ce qui ne va pas dans cette situation,. »

### Red Bull Leaks
Le 29 février, en pleine session d'essais libres, un mail anonyme, contenant un lien Google Drive menant à 79 documents dont l'authenticité n'est pas démontrée, dont des photos et des captures d'écran de messages WhatsApp supposés compromettants entre Horner et la plaignante, est envoyé à Stefano Domenicali, patron de la Formule 1, à Mohammed Ben Sulayem, président de la FIA, aux neuf directeurs d'équipe ainsi qu'à plusieurs centaines de journalistes accrédités,. Helmut Marko déclare : « Je suis sidéré et surpris que des documents aient été divulgués. Je ne les ai jamais vus moi-même. »
Tandis que les journalistes ne souhaitent pas révéler le contenu de ce Google Drive pour ne pas s'exposer à des ennuis judiciaires, Christian Horner réagit immédiatement : « Je ne commenterai pas les spéculations anonymes mais je le répète, j'ai toujours nié ces allégations. J'ai respecté l'intégrité de l'enquête indépendante et j'ai pleinement coopéré à chaque étape du processus. Il s'agissait d’une enquête approfondie et équitable menée par un avocat spécialisé indépendant et il a conclu en rejetant la plainte déposée. Je reste entièrement concentré sur le début de la saison. »
Alors que Zak Brown, le PDG de McLaren se déclare en faveur d'une intervention de l'instance dirigeante, Stefano Domenicali et Mohammed Ben Sulayem s'emparent du dossier,,. Ben Sulayem appelle toutefois à la prudence dans les colonnes du Financial Times : « Ce serait une erreur de la part de la FIA de sauter le pas et d'agir seule mais la FIA examinerait toute plainte émanant de notre responsable de la conformité. Cela nuit au sport, c'est dommageable sur le plan humain. »
Alors que Christian Horner arrive dans le paddock, le samedi, en tenant la main de son épouse Geri Halliwell et qu'il bénéficie du soutien manifeste du Thaïlandais Chalen Yoovidhya, l'actionnaire majoritaire de Red Bull venu sur place, Jos Verstappen, le père de Max Verstappen se positionne bruyamment en déclarant le soir même au Daily Mail et au quotidien néerlandais De Telegraaf, à propos d'Horner : « La tension va demeurer dans l'équipe tant qu'il reste en place. L'écurie est en danger de dislocation. On ne peut pas continuer comme ça. Ça va exploser. Il joue à la victime alors que c'est lui qui est à l'origine des problèmes,. » Jos Verstappen dément également et vigoureusement être à l'origine des fuites qui ont permis les révélations du 5 février ou d'être lié à l'envoi des mails anonymes : « La plus grande absurdité ! Pourquoi diable ferais-je ça ? Je veux seulement une chose et c'est que mon fils soit dans un bon endroit et puisse agir dans un environnement calme. Mais au lieu de cela, les choses sont maintenant en feu. Cela n'a pas de sens. Cela n'aide personne, n'est-ce pas ? Surtout pas Max. »

## Pneus disponibles
| Pneus pour piste sèche | Pneus pour piste sèche | Pneus pour piste sèche | Pneus pluie    | Pneus pluie |
| ---------------------- | ---------------------- | ---------------------- | -------------- | ----------- |
| Durs (Type C1)         | Medium (Type C2)       | Tendres (Type C3)      | Intermédiaires | Pluie       |

## Essais libres

### Première séance, le jeudi de 14 h 30 à 15 h 30
| Pos. | Pilote           | Voiture                 | Chrono         | Écart     |
| ---- | ---------------- | ----------------------- | -------------- | --------- |
| 1    | Daniel Ricciardo | Racing Bulls-Honda RBPT | 1 min 32 s 869 |           |
| 2    | Lando Norris     | McLaren-Mercedes        | 1 min 32 s 901 | + 0 s 032 |
| 3    | Oscar Piastri    | McLaren-Mercedes        | 1 min 33 s 113 | + 0 s 244 |
| 4    | Yuki Tsunoda     | Racing Bulls-Honda RBPT | 1 min 33 s 183 | + 0 s 314 |
| 5    | Fernando Alonso  | Aston Martin-Mercedes   | 1 min 33 s 193 | + 0 s 324 |
| 6    | Max Verstappen   | Red Bull-Honda RBPT     | 1 min 33 s 238 | + 0 s 369 |

### Deuxième séance, le jeudi de 18 h à 19 h
| Pos. | Pilote           | Voiture               | Chrono         | Écart     |
| ---- | ---------------- | --------------------- | -------------- | --------- |
| 1    | Lewis Hamilton   | Mercedes              | 1 min 30 s 374 |           |
| 2    | George Russell   | Mercedes              | 1 min 30 s 580 | + 0 s 206 |
| 3    | Fernando Alonso  | Aston Martin-Mercedes | 1 min 30 s 660 | + 0 s 286 |
| 4    | Carlos Sainz Jr. | Ferrari               | 1 min 30 s 769 | + 0 s 395 |
| 5    | Oscar Piastri    | McLaren-Mercedes      | 1 min 30 s 784 | + 0 s 410 |
| 6    | Max Verstappen   | Red Bull-Honda RBPT   | 1 min 30 s 851 | + 0 s 477 |

### Troisième séance, le vendredi de 13 h 30 à 14 h 30
| Pos. | Pilote           | Voiture               | Chrono         | Écart     |
| ---- | ---------------- | --------------------- | -------------- | --------- |
| 1    | Carlos Sainz Jr. | Ferrari               | 1 min 30 s 824 |           |
| 2    | Fernando Alonso  | Aston Martin-Mercedes | 1 min 30 s 965 | + 0 s 141 |
| 3    | Max Verstappen   | Red Bull-Honda RBPT   | 1 min 31 s 062 | + 0 s 238 |
| 4    | Charles Leclerc  | Ferrari               | 1 min 31 s 094 | + 0 s 270 |
| 5    | Lando Norris     | McLaren-Mercedes      | 1 min 31 s 118 | + 0 s 294 |
| 6    | George Russell   | Mercedes              | 1 min 31 s 190 | + 0 s 366 |

## Séance de qualifications

### Résultats des qualifications et grille de départ
| Pos. | Pilote           | Écurie                  | Qualifications 1 | Qualifications 2 | Qualifications 3 |
| --- | ---------------- | ----------------------- | ---------------- | ---------------- | ---------------- |
| 1 | Max Verstappen   | Red Bull-Honda RBPT     | 1 min 30 s 021   | 1 min 29 s 374   | 1 min 29 s 179   |
| 2 | Charles Leclerc  | Ferrari                 | 1 min 30 s 243   | 1 min 29 s 165   | 1 min 29 s 407   |
| 3 | George Russell   | Mercedes                | 1 min 30 s 350   | 1 min 29 s 922   | 1 min 29 s 485   |
| 4 | Carlos Sainz Jr. | Ferrari                 | 1 min 29 s 909   | 1 min 29 s 573   | 1 min 29 s 507   |
| 5 | Sergio Pérez     | Red Bull-Honda RBPT     | 1 min 30 s 221   | 1 min 29 s 932   | 1 min 29 s 537   |
| 6 | Fernando Alonso  | Aston Martin-Mercedes   | 1 min 30 s 179   | 1 min 29 s 801   | 1 min 29 s 542   |
| 7 | Lando Norris     | McLaren-Mercedes        | 1 min 30 s 143   | 1 min 29 s 941   | 1 min 29 s 614   |
| 8 | Oscar Piastri    | McLaren-Mercedes        | 1 min 30 s 531   | 1 min 30 s 122   | 1 min 29 s 683   |
| 9 | Lewis Hamilton   | Mercedes                | 1 min 30 s 451   | 1 min 29 s 718   | 1 min 29 s 710   |
| 10 | Nico Hülkenberg  | Haas-Ferrari            | 1 min 30 s 566   | 1 min 29 s 851   | 1 min 30 s 502   |
| 11 | Yuki Tsunoda     | Racing Bulls-Honda RBPT | 1 min 30 s 481   | 1 min 30 s 129   |                  |
| 12 | Lance Stroll     | Aston Martin-Mercedes   | 1 min 29 s 965   | 1 min 30 s 200   |                  |
| 13 | Alexander Albon  | Williams-Mercedes       | 1 min 30 s 397   | 1 min 30 s 221   |                  |
| 14 | Daniel Ricciardo | Racing Bulls-Honda RBPT | 1 min 30 s 562   | 1 min 30 s 278   |                  |
| 15 | Kevin Magnussen  | Haas-Ferrari            | 1 min 30 s 646   | 1 min 30 s 529   |                  |
| 16 | Valtteri Bottas  | Kick Sauber-Ferrari     | 1 min 30 s 756   |                  |                  |
| 17 | Zhou Guanyu      | Kick Sauber-Ferrari     | 1 min 30 s 757   |                  |                  |
| 18 | Logan Sargeant   | Williams-Mercedes       | 1 min 30 s 770   |                  |                  |
| 19 | Esteban Ocon     | Alpine-Renault          | 1 min 30 s 792   |                  |                  |
| 20 | Pierre Gasly     | Alpine-Renault          | 1 min 30 s 948   |                  |                  |
| Temps minimal à réaliser pour la qualification : 1 min 36 s 202 (107 % du meilleur temps en Q1 : 1 min 29 s 909) |                  |                         |                  |                  |                  |

## Course

### Classement de la course
| Pos. | no | Pilote           | Écurie                  | Tours | Temps/Abandon                      | Grille | Points |
| ---- | -- | ---------------- | ----------------------- | ----- | ---------------------------------- | ------ | ------ |
| 1    | 1  | Max Verstappen   | Red Bull-Honda RBPT     | 57    | 1 h 31 min 44 s 742 (201,582 km/h) | 1      | 25 + 1 |
| 2    | 11 | Sergio Pérez     | Red Bull-Honda RBPT     | 57    | + 22 s 457                         | 5      | 18     |
| 3    | 55 | Carlos Sainz Jr. | Ferrari                 | 57    | + 25 s 110                         | 4      | 15     |
| 4    | 16 | Charles Leclerc  | Ferrari                 | 57    | + 39 s 669                         | 2      | 12     |
| 5    | 63 | George Russell   | Mercedes                | 57    | + 46 s 788                         | 3      | 10     |
| 6    | 4  | Lando Norris     | McLaren-Mercedes        | 57    | + 48 s 458                         | 7      | 8      |
| 7    | 44 | Lewis Hamilton   | Mercedes                | 57    | + 50 s 324                         | 9      | 6      |
| 8    | 81 | Oscar Piastri    | McLaren-Mercedes        | 57    | + 56 s 082                         | 8      | 4      |
| 9    | 14 | Fernando Alonso  | Aston Martin-Mercedes   | 57    | + 1 min 14 s 887                   | 6      | 2      |
| 10   | 18 | Lance Stroll     | Aston Martin-Mercedes   | 57    | + 1 min 33 s 216                   | 12     | 1      |
| 11   | 24 | Zhou Guanyu      | Kick Sauber-Ferrari     | 56    | + 1 tour                           | 17     |        |
| 12   | 20 | Kevin Magnussen  | Haas-Ferrari            | 56    | + 1 tour                           | 15     |        |
| 13   | 3  | Daniel Ricciardo | Racing Bulls-Honda RBPT | 56    | + 1 tour                           | 14     |        |
| 14   | 22 | Yuki Tsunoda     | Racing Bulls-Honda RBPT | 56    | + 1 tour                           | 11     |        |
| 15   | 23 | Alexander Albon  | Williams-Mercedes       | 56    | + 1 tour                           | 13     |        |
| 16   | 27 | Nico Hülkenberg  | Haas-Ferrari            | 56    | + 1 tour                           | 10     |        |
| 17   | 31 | Esteban Ocon     | Alpine-Renault          | 56    | + 1 tour                           | 19     |        |
| 18   | 10 | Pierre Gasly     | Alpine-Renault          | 56    | + 1 tour                           | 20     |        |
| 19   | 77 | Valtteri Bottas  | Kick Sauber-Ferrari     | 56    | + 1 tour                           | 16     |        |
| 20   | 2  | Logan Sargeant   | Williams-Mercedes       | 55    | + 2 tours                          | 18     |        |

### Pole position et record du tour
- Pole position :  Max Verstappen (Red Bull-Honda RBPT) en 1 min 29 s 179 (218,473 km/h)[25]. Le meilleur temps des qualifications est établi par Charles Leclerc lors de la phase Q2, en 1 min 29 s 165[26].
- Meilleur tour en course :  Max Verstappen (Red Bull-Honda RBPT) en 1 min 32 s 608 (210,384 km/h) au trente-neuvième tour ; vainqueur de la course, il s'adjuge le point bonus associé[27].

### Tours en tête
- Max Verstappen (Red Bull-Honda RBPT) : 57 tours (1-57)[28]

## Classements généraux à l'issue de la course
| Pos. | Pilote           | Écurie                | Points |
| ---- | ---------------- | --------------------- | ------ |
| 1    | Max Verstappen   | Red Bull-Honda RBPT   | 26     |
| 2    | Sergio Pérez     | Red Bull-Honda RBPT   | 18     |
| 3    | Carlos Sainz Jr. | Ferrari               | 15     |
| 4    | Charles Leclerc  | Ferrari               | 12     |
| 5    | George Russell   | Mercedes              | 10     |
| 6    | Lando Norris     | McLaren-Mercedes      | 8      |
| 7    | Lewis Hamilton   | Mercedes              | 6      |
| 8    | Oscar Piastri    | McLaren-Mercedes      | 4      |
| 9    | Fernando Alonso  | Aston Martin-Mercedes | 2      |
| 10   | Lance Stroll     | Aston Martin-Mercedes | 1      |

| Pos. | Écurie                | Points |
| ---- | --------------------- | ------ |
| 1    | Red Bull-Honda RBPT   | 44     |
| 2    | Ferrari               | 27     |
| 3    | Mercedes              | 16     |
| 4    | McLaren-Mercedes      | 12     |
| 5    | Aston Martin-Mercedes | 3      |

## Statistiques
Le Grand Prix de Bahreïn 2024 représente :
- la 33e pole position de Max Verstappen ; il égale Alain Prost et Jim Clark[31],[32] ;
- la 55e victoire de Max Verstappen[33] ;
- le 12e hat trick de Max Verstappen[34] ;
- le 13e Grand Prix mené de bout en bout par Max Verstappen[35] ;
- le 5e grand chelem de Max Verstappen[36] ;
- la 114e victoire de Red Bull[37] ;
- le 29e doublé de Red Bull[38] ;
- la 22e victoire de Honda RBPT en tant que motoriste[39].

Au cours de ce Grand Prix :
- Max Verstappen passe la barre des 2 600 points inscrits en Formule 1 (2 612,5 points)[40] ;
- Sergio Pérez passe la barre des 1 500 points inscrits en Formule 1 (1 504 points)[41] ;
- Oscar Piastri passe la barre des 100 points inscrits en Formule 1 (101 points)[42] ;
- Carlos Sainz Jr. est élu « pilote du jour » à l'issue d'un vote organisé sur le site officiel de la Formule 1[43] ;
- pour la première fois de l'histoire de la Formule 1, aucun abandon n'est enregistré pour le Grand Prix inaugural d'une saison[44]
- Derek Warwick (146 départs en Grands Prix entre 1981 et 1993, quatre podiums, 71 points inscrits) est nommé conseiller par la FIA pour aider dans leurs jugements le groupe des commissaires de course[45].